# Consejo Real de España e Indias
El Consejo Real de España e Indias fue un cuerpo establecido en Madrid para que todos los secretarios del despacho consultasen con él los asuntos graves de sus respectivos ramos. 
Por decretos reales de 24 de marzo de 1834, con objeto de remover los obstáculos que producía para el buen régimen del reino la mezcla de atribuciones judiciales y administrativas en los mismos cuerpos y autoridades, se suprimieron los consejos de Castilla, de Indias, de Guerra y de Hacienda, instituyéndose en su lugar para las funciones judiciales un tribunal supremo de España e Indias, otro de guerra y marina y otro de hacienda, y para las funciones administrativas un solo cuerpo con la denominación de Consejo real de España e Indias.
Este consejo se dividía en siete secciones: 
1. de estado
2. de gracia y justicia
3. de guerra
4. de marina
5. de hacienda
6. de fomento
7. de Indias

Cada ministro debía consultar con su respectiva sección los asuntos graves correspondientes a su ministerio y todos ellos con el de Indias los asuntos graves de sus ramos respectivos que tuviesen relación con el buen régimen y prosperidad de las provincias españolas en América y Asia. La sección de gracia y justicia, además de los asuntos relativos a aclaración o dispensa de ley, reformas de códigos y otros semejantes, debía consultar, por terna, para los empleos de judicatura у para las prebendas eclesiásticas y tenía también aneja la cancillería. Más por decreto de 28 de septiembre de 1836, en virtud del art. 236 de la constitución que establecía el consejo de estado como único consejo del rey, se suprimió el consejo real de España e Indias con todas sus oficinas y dependencias, sin que por eso se restableciese el de estado. Desde aquella fecha resolvían los ministerios sin previa consulta u oyendo en algunos casos al tribunal supremo de justicia o a juntas especiales que para diversos ramos se crearon. Hasta que por la siguiente ley de 6 de julio de 1845 se planteó el consejo real con el carácter de cuerpo supremo consultivo para los fines que en la misma se dicen.